# Hervormde kerk (Nieuw-Lekkerland)
De Hervormde kerk van Nieuw-Lekkerland is de grootste en oudste kerk van de plaats Nieuw-Lekkerland, in de Nederlandse gemeente Molenlanden. Het gebouw werd ontworpen door de architect D. Slingeland en biedt, na in 1966-'67 aan de noordzijde te zijn uitgebreid, ruimte aan 1.125 kerkgangers. Het geraamte en de toren komen wel uit 1848. De Hervormde Gemeente van Nieuw-Lekkerland die eigenaar is van de kerk maakt deel uit van de behoudende vleugel van de Protestantse Kerk in Nederland (PKN).

## Geschiedenis
Deze kerk stamt uit 1847, maar sinds 1455, toen er een eerste kapel gebouwd werd, heeft hier een kerk gestaan. Het huidige Godshuis is waarschijnlijk het derde. De preekstoel, het koorhek en de doopboog dateren uit de zeventiende eeuw.
Het orgel werd in 1853 geschonken door de ambachtsheer van Nieuw-Lekkerland, de scheepsbouwer en reder Fop Smit. Het telt 17 registers en werd gebouwd door W.H. Kam uit Rotterdam. Deze orgelbouwer heeft ook het orgel van Dordrecht gebouwd. 
In 1943 werd op last van de Duitse bezetter de in 1774 vervaardigde kerkklok uit de toren gehaald om te worden omgesmolten. In 1949 kwam er een nieuwe klok, deze draagt het opschrift: Mijn voorganger is in oorlogstijd verdwenen. Nu ben ik in vredestijd verschenen.
Een bekende voorganger van de gemeente was Tjitze de Jong, die de gemeente diende van 1969 tot 1974.